# Собор Святого Михаила (Шербрук)
Собор Святого Михаила (фр. Cathédrale Saint-Michel) — католический храм в городе Шербрук провинции Квебек (Канада). Является малой базиликой и кафедральным собором архиепархии Шербрука.

## История

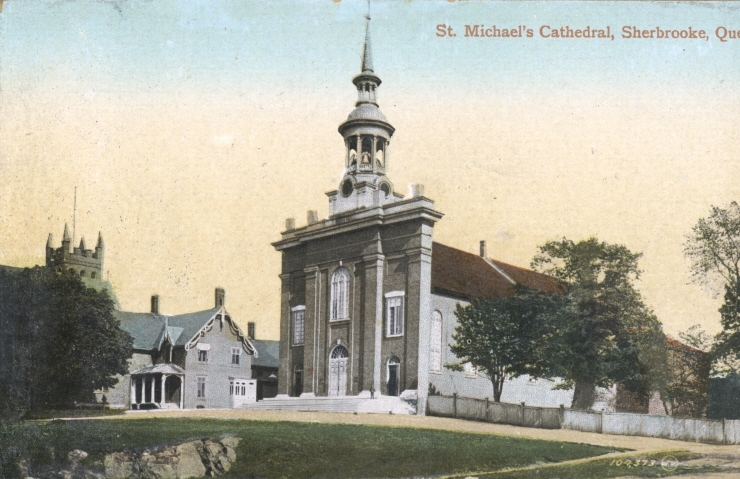
Первый собор святого Михаила Архангела, 1910 г.

Первая церковь в Шербруке была построена в 1826 году и была посвящена святому Колумбану. В 1854 году эта церковь была перестроена и стала называться в честь святого Архангела Михаила. В 1874 году Римский папа Пий IX учредил епархию Шербрука и церковь святого Михаила Архангела стала кафедральным собором этой епархии.
В 1914 году епископ Шербрука обратился к квебекскому архитектору Луи-Наполеон Оде с предложением перестроить старый храм. При планировании перестройки Луи-Наполеон взял за основу модель парижского собора Нотр-Дам-де-Пари.
Строительство нового храма началось в 1915 году. В отличие от старого храма, здание которого было направлено по линии север-юг, здание нового храма строилось таким образом, чтобы апсида была направлена на восток. Первая часть храма была завершена в 1917 году. Последующее строительство здания храма не возобновлялось до 1956 года.
В 1956 году строительство храма возобновилось и продолжается с многочисленными перерывами до настоящего времени.
31 июля 1959 года Римский папа Иоанн XXIII возвёл церковь святого Михаила Архангела в ранг малой базилики.
В настоящее время в соборе находятся два органа моделей Casavant, Opus 704, 1917 / Guilbault-Thérien, 1987 и Létourneau, Opus 14, 1987.